# Donatella Paradisi
Donatella Paradisi (Roma, 27 gennaio 1949) è una scrittrice e giornalista italiana.

## Biografia
Studiosa della città di Roma e della sua storia, negli anni '90 comincia a collaborare con periodici di quartiere di argomento locale, avvicinandosi ai temi di cui da allora si è sempre occupata.
Poco dopo inizia una collaborazione con il periodico di storia e cultura romana Roma (Newton Compton Editori), sul quale pubblica decine di articoli. Contemporaneamente collabora con il quotidiano romano Paese Sera, sia con articoli che con una rubrica settimanale dal titolo Storie che tratta temi vari e poco noti attinenti alla storia, alla cultura, ai personaggi e al folklore di Roma.
Nello stesso periodo comincia a pubblicare saggi, principalmente di argomento romano, per la casa editrice Rendina Editori dello scrittore Claudio Rendina.
Con Rendina Editori e Newton Compton Editori continua a pubblicare saggi su Roma e la sua storia per tutti gli anni duemila. 
Nel 2008, a seguito della scomparsa della figlia Maria, scrive il suo primo romanzo, edito da Salerno Editrice, intitolato Un angelo di passaggio.
Nel 2010 esce per Robin Edizioni il suo primo romanzo giallo intitolato L'osteria di Nunziata, che racconta le avventure dell'ostessa Nunziata nella Roma della metà del 1800. A questo primo libro seguiranno La notte di San Giovanni e La bustaia, secondo e terzo episodio del ciclo Le indagini di Nunziata pubblicati con Robin Edizioni e ristampati successivamente con Fila37. Con questa casa editrice pubblica, nel 2020, la quarta indagine di Nunziata dal titolo Morte a Sant'Andrea.
Nel 2022 pubblica con Edizioni Ponte Sisto il romanzo Capitolium: il libro racconta la storia del Campidoglio attraverso le vicende di dodici donne, vissute tra la preistoria e il 1945.

## Opere
- L'almanacco di Roma (1994) Rendina Editori
- Fantasmi e diavoli a Roma (1994) Edizioni della città
- L'Italia delle leggende (1996) Rendina Editori
- I colli di Roma (1998) Rendina Editori
- Il calendario di Roma (2001) Rendina Editori
- La grande guida delle strade di Roma (2003) Newton Compton Editori
- Il Campidoglio (2004) Rendina Editori
- Le strade di Roma (2004) Newton Compton Editori
- I rioni e i quartieri di Roma (2008) Newton Compton Editori
- Un angelo di passaggio (2008) Salerno Editrice
- L'osteria di Nunziata (2010) Robin Edizioni
- La notte di San Giovanni (2013) Robin Edizioni
- Le nonne... vanno educate da piccole! (2013) Robin Edizioni
- La bustaia (2016) Robin Edizioni
- Morte a Sant'Andrea (2020) Fila37
- Capitolium (2022) Edizioni Ponte Sisto